# 出精村
出精村（しゅっせいむら）は、かつて青森県にあった村。

## 地理
- 河川：岩木川、出精川

## 沿革
- 1889年（明治22年）4月1日 - 町村制施行により西津軽郡林村、兼館村、出野里村、善積村、大畑村、土滝村、永田村が合併し、出精村が発足。
- 1904年（明治37年）4月1日 - 西津軽郡木造町の大字蓮花田、下遠山里を編入。
- 1955年（昭和30年）3月30日 - 西津軽郡木造町、越水村、柴田村、川除村、舘岡村、鳴沢村の一部（大字出来島）と合併し、木造町を新設して消滅。

## 公共施設等
木造町への合併時点
- 出精郵便局（郵便局のみ現在も存続）
- 林小学校
- 出精中学校